# Bomba (Włochy)
Bomba – miejscowość i gmina we Włoszech, w regionie Abruzja, w prowincji Chieti.
Według danych na rok 2004 gminę zamieszkiwały 964 osoby, 53,6 os./km².